# Zvonimir Boban
Zvonimir Boban (Imotski, 8 de outubro de 1968) é um ex-futebolista croata que atuava como meio-campista.
É um dos maiores nomes do futebol de seu país, sendo um dos principais integrantes da grande campanha da Croácia na Copa do Mundo de 1998, em que o país ficou na terceira colocação. Onze anos antes, integrou também a equipe da antiga Iugoslávia que sagrou-se vencedora do Campeonato Mundial de Futebol Sub-20.
Boban, dono de boa visão de jogo e de passes refinados, foi também um dos maiores ídolos do Milan na década de 1990.

## Carreira em clubes

### Dínamo Zagreb
Boban começou a carreira em 1985, ainda com dezessete anos, no Dínamo Zagreb. Assumiria seu lugar na equipe titular a partir de sua segunda temporada, e sua liderança em campo logo lhe tornaria o capitão do time da capital croata. Em 1988, chegaria à Seleção Iugoslava principal, um ano após vencer com a sub-20 o mundial da categoria.
Boban, mesmo com sua ótima média de gols para um jogador do meio-de-campo, não conseguiu taças com o Dínamo. O máximo que conseguiu foi um bivice-campeonato na liga iugoslava, em 1990 e 1991. Em ambas, o vencedor foi o Estrela Vermelha. E foi em um jogo contra o time de Belgrado, capital da Sérvia e da Iugoslávia, que ele teria seu momento mais famoso com a camisa do Dínamo.
Em um jogo entre as duas equipes em Zagreb, havia tensão antes da partida. Os torcedores do Dínamo aproveitavam-se para protestar pela independência, inflamados pelo nacionalismo croata. Logo começou uma confusão generalizada, com os torcedores atacando os adversários com pedras e derretendo as grades do alambrado com ácido. Os sérvios não recuaram, mas tiveram de ser resgatados por um helicóptero. Boban apareceu ao avançar com uma voadora sobre um policial que atacava um torcedor do Dínamo.
O incidente, ocorrido em 13 de maio de 1990, lhe valeria uma suspensão da federação iugoslava, o que retirou suas chances de figurar na Copa do Mundo de 1990, mas lhe rendeu grande admiração na Croácia. Boban declararia que "aqui estava eu, um cara público, preparado para arriscar minha vida, minha carreira, e tudo o que a fama poderia ter trazido, por causa de um ideal".

### Milan
Foi para o Milan no meio de 1991. O fator político também estava por trás da transferência: no período em que se encerrava o campeonato iugoslavo de 1990–91, os croatas declaravam unilateralmente seu desmembramento da Iugoslávia (em 25 de junho de 1991), o que logo desencadearia a Guerra de Independência da Croácia, com a invasão do território pelo exército iugoslavo, controlado pelos sérvios. Em meio àquele momento turbulento, Boban foi um dos principais jogadores iugoslavos a deixar o país.
Tão logo chegou à Itália, Boban foi repassado ao pequeno Bari, por empréstimo, uma vez que dificilmente teria espaço na equipe de Milão: as três vagas em campo permitidas para não-italianos, na época, estavam asseguradas pelos neerlandeses Frank Rijkaard, Marco van Basten e Ruud Gullit, todos ídolos locais. Enquanto a equipe que lhe contratara sagrava-se campeã italiana naquela temporada 1991–92, Boban lutava pela equipe biancorossa da Apúlia contra o rebaixamento, com sucesso. O técnico milanista, Fabio Capello, pediu pela sua volta. Mas Boban ainda demoraria dois anos para alcançar a titularidade: o trio neerlandês permaneceu intocável no Milan na temporada 1992–93 (em que o clube foi ganhou novo scudetto e foi vice na Liga dos Campeões da UEFA), quando começou a debandar: Gullit foi para a Sampdoria e Van Basten saía de cena em virtude de suas lesões no tornozelo.
As duas vagas que ficaram abertas então foram preenchidas por ele e um ex-colega de Seleção Iugoslava, e curiosamente ex-adversário daquele Estrela Vermelha, o montenegrino Dejan Savićević. Aquela temporada, a de 1993–94, seria uma coroação para o croata: faturou o campeonato italiano pela primeira vez como titular, para o delírio dos tifosi do clube, pois tal título, o décimo quarto do time no torneio, fez com que o clube reultrapasse, depois de quase noventa anos, a arquirrival Internazionale entre os maiores campeões da Serie A.
Para completar, Boban e o Milan conquistaram também um título mais importante: a Liga dos Campeões da UEFA, batendo categoricamente o favorito Barcelona por 4–0 na decisão. Os rossoneri venceram em 1994 ainda a Supercopa Europeia e a Supercopa da Itália. A única decisão perdida foi a do Mundial Interclubes de 1994, que ficou com o Vélez Sarsfield.
A boa fase internacional seguiu-se em 1994–95, quando quase veio um bi seguido na Liga dos Campeões: os milaneses voltaram à decisão, mas perderam para o jovem elenco do Ajax, que estava reforçado pelo experiente Rijkaard, transferido do Milan naquela temporada. O clube se ergueria com as vindas do astro Roberto Baggio e do liberiano George Weah, faturando a Serie A em 1996. Após dois anos de alguma decadência — a equipe ficou em décimo primeiro em 1997 e décimo em 1998 —, Boban ganhou em 1999 pela quarta vez a liga italiana com o Milan.

### Aposentadoria e pós-gramados
O título de 1999 seria o último da carreira. O croata, após nove anos — dez, se for considerada a temporada em que pertencia ao clube rossonero, mas esteve emprestado ao Bari —, encerrou seu ciclo no Milan e no futebol italiano ao transferir-se em 2001 para o Celta Vigo, da Espanha. O veterano pouco atuaria na equipe galega, realizando apenas quatro partidas pelo Celta em La Liga.
Ao fim da temporada 2001–02, voltou para Zagreb, para a partida que celebrou sua aposentadoria. A partida, curiosamente, serviu para que o também aposentado Leonardo, um de seus convidados, fosse chamado para mais uma temporada no Milan (onde jogara com Boban entre 1997 e 2001).
Após encerrar a carreira nos gramados, Boban resolveu ingressar na faculdade de História da Universidade de Zagreb. Após sua formatura, todavia, resolveu voltar à área futebolística, trabalhando como comentarista de canais e jornais italianos e croatas.

## Seleção

### Iugoslávia e início da Croácia
A visão de jogo e liderança de Boban no Dínamo Zagreb o levaram à Seleção Iugoslava principal em 1988. No ano anterior, ele já havia se destacado pela equipe sub-20, vencendo o mundial da categoria, no Chile. Boban era um nome certo na talentosa equipe da Iugoslávia que disputou a Copa do Mundo de 1990, mas ficou de fora da lista devido à sua participação na confusão ocorrida na partida entre Dínamo e Estrela Vermelha, em maio, no mês anterior ao mundial.
Ele voltou a jogar pela Iugoslávia em 31 de outubro daquele 1990. Curiosamente, duas semanas antes, no dia 17, jogou pela primeira vez pela Croácia. Embora os croatas só declarassem unilateralmente sua independência em 25 de junho do ano seguinte, seus jogadores passaram a utilizar o uniforme quadriculado em amistoso contra os Estados Unidos. Ainda faria duas partidas por cada seleção naquele ano: em novembro pela Iugoslávia e em dezembro pela Croácia.
Em 1991, jogou mais duas vezes com a camisa iugoslava. A segunda delas, contra as Ilhas Feroe, foi válida já pelas eliminatórias para a Eurocopa 1992, e foi realizada apenas nove dias antes de declaração de desmembramento dos croatas da Iugoslávia. Já no mês seguinte faria sua terceira partida pela Croácia, um amistoso cheio de simbolismo contra a Eslovênia, que também havia declarado recentemente sua independência.
Por causa de tal fator político, os atletas croatas naturalmente deixaram de ser chamados pela Iugoslávia. Mesmo com o país conseguindo, sem eles, classificar-se para a Euro (todavia, a sua guerra civil faria com que fosse banido pela FIFA e impedido de disputar o torneio), a nata da poderosa equipe iugoslava estava na Croácia, como Davor Šuker, Robert Jarni, Robert Prosinečki e Igor Štimac (também membros do chamado "grupo do Chile", os croatas que venceram o mundial de juniores em 1987;), Alen Bokšić, Mario Stanić, Goran Vlaović, Dražen Ladić, Aljoša Asanović e Slaven Bilić.

### Euro 1996 e Copa de 1998
Como as seleções dissidentes da antiga Iugoslávia não puderam participar das eliminatórias para a Copa do Mundo de 1994, boa parte da Europa só foi conhecer o talento da jovem Seleção Croata na primeira competição que esta pôde disputar, a Eurocopa 1996. Nas eliminatórias, a Croácia terminou líder de seu grupo, à frente da Itália, então vice-campeã do mundo.
Boban foi o capitão do bom debute croata em torneios oficiais, com sua seleção conseguindo chegar às quartas-de-final, caindo diante da futura campeã Alemanha. Ele marcou um gol crucial, na vitória por 3–0 sobre a detentora do título — a mesma Dinamarca que herdara a vaga deixada pela banida Iugoslávia na Euro 92 —, que garantiu os croatas na segunda fase. O tento, o segundo dos eslavos, foi marcado a nove minutos do fim da partida, praticamente definindo a vitória.
Dois anos depois, capitanearia os xadrezes na primeira Copa do Mundo em que os croatas jogaram como nação independente. Até o mundial de 1998, o futebol croata ainda era relativamente desconhecido na maior parte do mundo. A equipe por pouco não ficou de fora — classificou-se à repescagem após vencer antigos colegas da Eslovênia fora de casa (com um gol de Šuker, que também jogou contra os bósnios) e ver os maiores concorrentes à segunda vaga, os gregos, empatarem em Atenas com a líder Dinamarca e ficarem um ponto atrás. A vaga na Copa foi assegurada após uma vitória e um empate na repescagem contra a Ucrânia do jovem Andriy Shevchenko.
Se Šuker guiava as vitórias croatas com seus gols, Boban era o líder em campo da campanha dos estreantes, que terminou em um surpreendente e histórico terceiro lugar. Ele também chamou a atenção por seu visual, exibindo um número 10, em alusão à sua camisa, pintado na parte de trás da cabeça. Boban fez seu último jogo por seu país no ano seguinte, em meio às eliminatórias para a Eurocopa 2000. Não disputou o torneio em virtude da não-classificação da Croácia — para o seu desgosto, ocorrida após um empate em casa contra os rivais da Iugoslávia, que tinham a vantagem da igualdade e terminaram na liderança (o resultado deixou os croatas em terceiro no grupo).

## Títulos
Milan
- Supercopa da Itália: 1992, 1993 e 1994
- Serie A: 1992–93, 1993–94, 1995–96 e 1998–99
- Liga dos Campeões da UEFA: 1993–94
- Supercopa Europeia: 1994

Seleção Iugoslava
- Campeonato Mundial de Futebol Sub-20: 1987

### Prêmios Individuais
- Bola de Prata do Campeonato Mundial da Juventude FIFA: 1987

- Jogador croata do ano: 1991, 1999
- Melhor jogador da Liga Croata: 1991

- Prêmio Estadual Franjo Bučar para o Esporte: 1998, 2002

- AC Milan: os 20 maiores rossoneri de todos os tempos

- Corredor da fama de A.C. Milan [19]

- Prêmio Menarini do Fair Play 2017 [36]

- Globe Soccer Awards 2018: Prêmio Especial de Carreira